# Силл
Силл (синонимы — пластовая интрузия, интрузивная залежь) — интрузивное тело, имеющее форму слоя, контакты которого параллельны слоистости вмещающей толщи.

## Этимология
Как и большинство геологических терминов, слово «силл» заимствовано у англичан. А в английский язык оно пришло из шведского «syll», где означало «порог», «лежень». На английских каменоломнях силлами назвали пласты, имеющие более-менее горизонтальное направление. Силл Большой Уин (Great Whin Sill) в Северной Англии пользовался такой известностью, что его название стали использовать для обозначения всех пластовых интрузий.

## Описание
Силлы образуются при внедрении магмы вдоль поверхностей напластования.
Протяженность силлов может достигать 300 км при мощности (толщине) в несколько метров.
Мощность силлов колеблется от десятков сантиметров до 600 м, но чаще встречаются силлы мощностью от 10 до 50 м.
Силлы часто дифференцированы.
Силлы являются гипабиссальными интрузиями и сложены, как правило, породами основного состава (диабазами, долеритами, габброидами).
Нередко межслойные инъекции магмы образуют серию залежей, расположенных одна над другой и соединённых между собой ответвлениями, секущими вмещающие породы.
Существует проблема различения силлов и вулканических покровов.
Силлы образуются в тектонической обстановке растяжения. Они характерны для чехлов платформ, особенно типичны силлы для трапповой формации.